# María Rivarola
María del Carmen Rodríguez de Rivarola, más conocida por su nombre artístico de María Rivarola (n. Buenos Aires, ca. 1957), es una destacada bailarina, milonguera y coreógrafa de tango argentina, conocida mundialmente por integrar el elenco del espectáculo Tango Argentino, estrenado en 1983, por el que resultó nominada con los demás bailarines en 1986 a los Premios Tony por la mejor coreografía. Desde su primera juventud formó pareja de baile con Carlos Rivarola, presentándose artísticamente como María y Carlos Rivarola. En 2001 fue una de las fundadoras de la Asociación de Maestros, Bailarines y Coreógrafos de Tango Argentino (AMBCTA).

## Biografía
María del Carmen Rodríguez nació en Buenos Aires cerca de 1957. Desde muy pequeña comenzó a estudiar danza y ya desde adolescente integraba ballets que actuaban en televisión y el teatro, orientándose principalmente al flamenco.
Luego de actuar en diversos países latinoamericanos vuelve a la Argentina a mediados de la década de 1970 en donde conoce a Carlos Rivarola, con quien formaría pareja de baile y de vida, adoptando desde entonces el nombre artístico de María Rivarola. Juntos en 1975 formaron parte de un espectáculo organizado por Nélida y Nelson que recorrió Perú, Colombia y Venezuela, además de actuar como una de las parejas estables del programa televisivo La Botica del Tango conducido por Eduardo Bergara Leumann.
En 1983 integraron el elenco que estrenó en París el exitoso espectáculo Tango Argentino de Claudio Segovia y Héctor Orezzoli, que impulsó el renacimiento mundial del tango y se mantuvo girando por el mundo durante una década. Por ese espectáculo fue nominada con los demás bailarines en 1986 en los Premios Tony por la mejor coreografía.
La pareja estableció una conexión artística especial con Japón, país al que comenzaron a viajan en 1984 para actuar todos los años. En 1996 Carlos y María dirigieron el show Los Grandes del Tango Argentino especialmente preparado para Japón, que incluyó la participación de Juan Carlos Copes, María Nieves, Nélida y Nelson, Mayoral y Elsa María, Carlos e Inés Borquez y la orquesta Color Tango. En ese país, fundaron y sostienen varios clubes y academias de tango en Tokio, Yokohama, Nagoya y Osaka.
Realizó tres funciones de gala en el Teatro Colón de Buenos Aires junto a Julio Bocca y junto s Carlos fueron la única pareja de baile elegida por Osvaldo Pugliese para actuar junto a su famosa orquesta.
En 2001 fue una de las fundadoras de la Asociación de Maestros, Bailarines y Coreógrafos de Tango Argentino (AMBCTA), con el fin de defender los intereses profesionales de los bailarines de tango.
En el cine, actuó como bailarina en Tango Bar (1989) de Marcos Zurinaga.
Escribió el libro Así se baila el tango argentino, con Carlos RIvarola y el investigador de tango Yoyi Kanematz, que fue editado en Japón.

## Filmografía
- Tango Bar (1989) de Marcos Zurinaga